# Баган (дух)
Баган — дух-покровитель домашнего скота в славянской мифологии, особый род домовых, присматривающий за животными. Согласно поверьям, баган всячески заботится о скоте: кормит коров и овец, охраняет их от болезней и увеличивает приплод. В случае гнева баган безобразничает в хлеву, делает самок бесплодными или даже убивает детёнышей. Чтобы избежать его гнева, багана не беспокоили просто так, угощали в особые дни. В Белоруссии багану отводили особые ясли в хлеву, наполненные сеном. Сено из яслей багана якобы становилось целебным, им кормили отелившихся коров.